# Bukova Glava (Leskovac)
Pour les articles homonymes, voir Bukova Glava.
Bukova Glava (en serbe cyrillique : Букова Глава) est un village de Serbie situé sur le territoire de la Ville de Leskovac, district de Jablanica. Au recensement de 2011, il comptait 274 habitants.

## Géographie
Bukova Glava est située sur les bords de la Veternica, un affluent gauche de la Južna Morava.

## Démographie
| 1948 | 1953 | 1961 | 1971 | 1981 | 1991 | 2002 | 2011 |
| ---- | ---- | ---- | ---- | ---- | ---- | ---- | ---- |
| 398  | 396  | 405  | 360  | 379  | 354  | 295  | 274  |

|  |